# Muktar Edris
Muktar Edris, né le 14 janvier 1994 à Adio, est un athlète éthiopien, spécialiste des courses de fond, champion du monde du 5 000 m en 2017 à Londres et en 2019 à Doha.

## Biographie
C'est un Oromo.
Cinquième du 10 000 mètres lors des championnats d'Afrique juniors 2011, il remporte le titre junior des championnats d'Afrique de cross-country 2012, au Cap en Afrique du Sud. Auteur d'un record personnel sur 5 000 m à 13 min 4 s 34 à l'occasion du Meeting Areva, en juillet 2012, Muktar Edris remporte quelques jours plus tard la médaille d'or du 5 000 m des championnats du monde juniors, à Barcelone, dans le temps de 13 min 38 s 95. 
Il se classe troisième de l'épreuve individuelle junior des championnats du monde de cross 2013, à Bydgoszcz, derrière les Kényans Hagos Gebrhiwet et Leonard Barsoton. Le 27 juin, à Ostrava, il porte son record personnel sur 5 000 m à 13 min 3 s 69. Sélectionné pour les championnats du monde de Moscou, il se classe septième de la finale du 5 000 m.
En août 2014, lors du DN Galan de Stockholm, Muktar Edris remporte l'épreuve du 5 000 m en 12 min 54 s 83, établissant la meilleure performance mondiale de l'année ainsi qu'un nouveau record personnel.
Il se classe troisième de l'épreuve individuelle et premier du classement par équipes lors des championnats du monde de cross 2015 à Guiyang en Chine, titre qu'il conserve en 2017 à Manama.
Lors des championnats du monde 2017, à Londres, Muktar Edris remporte le titre du 5 000 m en 13 min 32 s 79, en devançant sur la ligne le Britannique Mohamed Farah, triple tenant du titre sur cette distance.
Le 30 septembre 2019, à ces quatrièmes mondiaux d'athlétisme, il remporte à nouveau le 5 000 mètres lors des Championnats du monde à Doha, au Qatar, en 12 min 58 s 85 et réalise sa meilleure performance de la saison.

## Palmarès
| Date | Compétition                     | Lieu             | Résultat | Épreuve     | Temps          |
| ---- | ------------------------------- | ---------------- | -------- | ----------- | -------------- |
| 2011 | Championnats d'Afrique juniors  | Gaborone         | 5e       | 10 000 m    | 28 min 44 s 95 |
| 2012 | Championnats d'Afrique de cross | Le Cap           | 1er      | Individuel  |                |
| 2012 | Championnats du monde juniors   | Barcelone        | 1er      | 5 000 m     | 13 min 38 s 95 |
| 2013 | Championnats du monde           | Moscou           | 7e       | 5 000 m     | 13 min 29 s 56 |
| 2015 | Championnats du monde de cross  | Guiyang          | 3e       | Individuel  |                |
| 2015 | Championnats du monde de cross  | Guiyang          | 1er      | Par équipes |                |
| 2015 | Championnats du monde           | Pékin            | 10e      | 10 000 m    | 27 min 54 s 47 |
| 2016 | Ligue de diamant                | Ligue de diamant | 2e       | 5 000 m     | détails        |
| 2017 | Championnats du monde de cross  | Manama           | 6e       | Individuel  |                |
| 2017 | Championnats du monde de cross  | Manama           | 1er      | Par équipes |                |
| 2017 | Championnats du monde           | Londres          | 1er      | 5 000 m     | 13 min 32 s 79 |
| 2017 | Ligue de diamant                | Ligue de diamant | 3e       | 5 000 m     | 13 min 06 s 09 |
| 2019 | Championnats du monde           | Doha             | 1er      | 5 000 m     | 12 min 58 s 85 |
| 2022 | Championnats du monde           | Eugene           | 13e      | 5 000 m     | 13 min 24 s 67 |

## Records
| Piste     | Épreuve       | Performance    | Lieu      | Date             |
| --------- | ------------- | -------------- | --------- | ---------------- |
| Extérieur | 3 000 m       | 7 min 32 s 31  | Charléty  | 1er juillet 2017 |
| Extérieur | 5 000 m       | 12 min 54 s 83 | Stockholm | 21 août 2014     |
| Extérieur | 10 000 m      | 27 min 17 s 18 | Hengelo   | 17 juin 2015     |
| Route     | 10 kilomètres | 27 min 57 s    | Dongio    | 22 avril 2019    |
| Route     | 15 kilomètres | 42 min 55 s    | Nimègue   | 18 novembre 2018 |